# TuS Vahrenwald 08
Der Turn- und Sportverein Vahrenwald 08 e.V. (TuS Vahrenwald 08) ist ein im Jahr 1908 gegründeter Verein in der Tradition eines Arbeitersportvereins. Der eingetragene Verein bietet seinen rund 1000 Mitgliedern (Stand: 2019) Sport- und Freizeitangebote in 16 Sparten an und stellt mit den Hannover Regents die einzige Baseball-Vereinsmannschaft in der niedersächsischen Landeshauptstadt.

## Geschichte
Der Turn- und Sportverein Vahrenwald 08 wurde im Jahr 1908 gegründet, zunächst lediglich als Abteilung der Freien Turnerschaft Hannover (FT Hannover) für deren Mitglieder aus dem hannoverschen Stadtteil Vahrenwald.
Ab 1920 nutzte die Vereinigung die erste vereinseigene Sportstätte am Vahrenwalder Wasserturm. Nun wurde neben Turnen auch Handball und Faustball angeboten.
Im Jahr 1928 erfolgte die Umbenennung in Verein für Sport- und Körperpflege Vahrenwald.
Nach der Machtergreifung durch die Nationalsozialisten im Jahr 1933 wurde der Verein verboten und das Vereinsvermögen beschlagnahmt.
Im Jahr 1948 wurde der neu gegründete Verein mit seinem heutigen Namen in das Vereinsregister eingetragen.
Ab 1951 nutzte der TuS Vahrenwald 08 für mehr als ein Jahrzehnt lediglich einen Behelfssportplatz an der Helmkestraße. im Stadtteil Hainholz. Erst ab 1963 konnte eine neu angelegte Anlage am Sahlkamp genutzt werden. Zudem nutzt der Verein städtische Turnhallen.
Seit den 1970er Jahren begann der TuS Vahrenwald 08 eine erfolgreiche Entwicklung bei überregional beachteten sportlichen Wettkämpfen. So gewannen Mitglieder des Vereins beispielsweise mehrere Deutsche sowie Landesmeisterschaften im Korbball. In den Jahren 1995 und 2006 stiegen die Baseball-Herren in die 1. Bundesliga auf.
Im April 2009 wurde der TuS Vahrenwald 08 mit der Sportplakette des Bundespräsidenten geehrt.
Liste der Vorsitzenden
- 1908–1922   Karl Ernst
- 1923–1933   Karl Fritsch
- 1948–1950   Wilhelm Bringmann
- 1950–1951   Fritz Ostermann
- 1952–1953   Karl Engelhardt
- 1953–1954   Fritz Ehbrecht
- 1955–1956   Heinz Jacobs
- 1957–1960   Fritz Voigt
- 1961–1963   Rudi Naumann
- 1964–1997   Heinz Bockisch
- 1997–2013   Heinz-Josef Schrader
- 2014–heute  Eberhard Mecklenburg

## Schriften (Auswahl)
- 100 Jahre TuS Vahrenwald 08 1908–2008, Festschrift zum 100-jährigen Gründungsjubiläum, Hannover [2008][1]

## Persönlichkeiten
- Seit 1983 mehrfache Goldmedaillen im Trampolinspringen bei Europa- und Weltmeisterschaften durch Gabi Dreyer, Bettina Lehmann und Nicole Krüger.[1] Die Vereinsmitglieder Nicole Krüger sowie Bettina und Frank Lehmann sind aufgrund ihrer besonderen Erfolge im Turnen und Doppelminitrampolin im Buch Niedersachsen sporthistorisch aufgelistet.[6]